# Agnès Gruart
Agnès Gruart i Massó (Sils, Gerona, 25 de mayo de 1962) es una catedrática de Fisiología de la Universidad Pablo de Olavide de Sevilla. Es la primera catedrática en el área de Ciencias Experimentales de esta institución.

## Trayectoria profesional y labor investigadora

### Carrera académica
La profesora Gruart es licenciada en Psicología por la Universidad Autónoma de Barcelona en 1988, donde posteriormente obtuvo el grado de doctora e investigadora y realizó un máster en Neurociencia también en esta misma institución. Completó su formación en diversos centros de Inglaterra, Estados Unidos y Alemania. Entre su obra se cuentan varios artículos científicos relacionados con los mecanismos neuronales que subyacen al aprendizaje asociativo clásico e instrumental.
En lo tocante a actividades de carácter científico profesional, cabe mencionar que comenzó siendo profesora ayudante (1988-1989) en la misma universidad en la que se licenció en Psicología. Fue Becaria F.P.I y becaria de proyecto en la Universidad de Sevilla entre los años 1990 y 1994, después pasó a ser profesora asociada desde 1995 hasta 2002, primero en la Universidad de Huelva y posteriormente en la Universidad Pablo de Olavide de Sevilla, en la que luego desempeñó el cargo de profesora titular de universidad hasta 2010.

### Investigación
A fecha de 2017, dirige una línea de investigación sobre las bases celulares y fisiológicas del aprendizaje y la memoria, basada en experimentos realizados con varias especies animales (ratones, ratas y conejos). Su meta principal radica en encontrar qué cambios fisiológicos se producen como consecuencia de la adquisición de una nueva respuesta motora y cognitiva. Ha publicado más de 60 artículos en revistas indexadas de la especialidad y ha realizado notables aportaciones al modelo del condicionamiento clásico del reflejo corneal, que utiliza para sus estudios. Uno de sus trabajos fue seleccionado como uno de los 10 hallazgos en ciencia más relevantes del año 2006 en la clasificación anual que realiza la revista Science. Dicho hallazgo consistió en una de las primeras demostraciones de la relación entre el proceso de potenciación a largo plazo (LTP) registrada en estudios in vitro con los procesos de memoria de un ratón, que a su vez habían sido registrados en vivo durante una tarea de aprendizaje. También ha publicado varios artículos de divulgación, además de  impartir cursos y seminarios en temas de su especialidad. En sus trabajos mantiene una serie de colaboraciones con grupos españoles y extranjeros, y participa en diversos proyectos nacionales e internacionales.
En 2015 fue elegida presidenta de la Sociedad Española de Neurociencia, cargo que ocupó durante cuatro años, dos como presidenta electa y otros dos como presidenta de la SENC.
Asimismo, la doctora Gruart es miembro de varias sociedades científicas, con las que colabora activamente. Contribuyó a la creación de la Asociación de Mujeres Científicas y Tecnólogas (AMIT), de cuya junta directiva forma parte (a fecha de 2017). Por añadidura, ha sido representante española del Ministerio de Educación y Ciencia en el European Medical Research Councils (EMRC) y en la European Science Foundation, así también siendo miembro del comité ejecutivo de dicha institución.
Participó también como ponente en la sexta edición del ciclo de Iniciativa Sevilla Abierta: “La educación en valores. ¿Cómo lograr que la ética sea la piedra angular del funcionamiento diario de nuestra sociedad a todos los niveles?” el lunes 22 de febrero de 2016 en el Salón de Actos de la Fundación Cruzcampo. Agnès Gruart es integrante de la Asociación Iniciativa Sevilla Abierta desde que se fundó, en el año 2006.

## Publicaciones

### Libros
- Los relojes que gobiernan la vida, S.L. Fondo de Cultura Económica de España, ISBN 9789681666767[7]

### Publicaciones selectas en proyectos de I+D
- Fisiología del sistema motor ocular de los vertebrados. Efectos de tóxicos de diverso origen en el sistema nervioso central y periférico. Regulación nerviosa de la respiración en mamíferos superiores. Fisiopatología de la respuesta neuronal a la lesión del sistema nervioso central y periférico. Plasticidad neuronal. Implantes neuronales, en 1991

- Modelo experimental para el estudio del efecto crónico de neurotóxicos en el sistema nervioso central y periférico de los mamíferos, de 1991 hasta 1993

- Fisiología del sistema motor ocular de los vertebrados. Efecto de tóxicos de diverso origen en el sistema nervioso central y periférico. Fisiopatología de la respuesta neuronal a la lesión del sistema nervioso central y periférico. Plasticidad neuronal, implantes neuronales. Estudio de los aspectos fásicos en sueño REM. Diseño de método de registro múltiple de poblaciones neuronales mediante uso de fibra óptica, en 1992.

- A kinematic study of unconditioned and conditioned motor responses, de 1996 a 1997.[3]